# Сосновка (Кунашакский район)
Сосновка — деревня в Кунашакском районе Челябинской области России. Входит в состав Буринского сельского поселения.
Деревня основана в 1929 при одной из ферм зерносовхоза «Буринский».

## География
Расположена в северо-восточной части района, на берегу озера Сосновое (отсюда название). Расстояние до районного центра, Кунашака, 28 км.

## Население
| 2002 | 2010 |
| ---- | ---- |
| 278  | ↘196 |

(в 1937 — 20, в 1939 — 52, в 1970—385, в 1983—323, в 1995—318)

## Улицы
- Озерная улица
- Первомайская улица
- Степная улица